# Haapavesi
Haapavesi es una municipalidad de Ostrobotnia del Norte. Se localiza en la anterior provincia de Oulu.
Cuenta con una población de 7364 y su superficie es de 1085,79 km² de los cuales 38,14 km² son agua. Es conocida por la celebración de un Festival de Música Folk.